# جنبش حقوق سقط جنین ایالات متحده آمریکا
جنبش حقوق سقط جنین ایالات متحده آمریکا (یا جنبش طرفداران حق سقط جنین آمریکا) یک جنبش سیاسی-اجتماعی در کشور ایالات متحده آمریکا است که از این باور که زنان باید حق سقط جنین خودخواسته را داشته باشند حمایت می‌کند. بدین معنی که زنان بتوانند به بارداری خود پایان دهند. این جنبش بخشی از جنبش سقط جنین در جهان است. جنبش حقوق سقط جنین آمریکا از سازمانهای گوناگون و بدون تمرکز بر یک بدنه تصمیم‌گیر تشکیل شده‌است.
یک نقطه کلیدی در حقوق سقط جنین ایالات متحده حکم دیوان عالی ایالات متحده آمریکا در سال ۱۹۷۳ میلادی و در پروندهٔ رو در برابر وید بود که بسیاری از قوانین ایالتی که سقط جنین را محدود کرده بودند به عقب راند و آن را در چندین ایالت قانونی ساخت.
در طرف مقابل بحث دربارهٔ سقط جنین در ایالات متحده آمریکا یک جنبش است که برای گسترش حقوق پیش از تولد با محدود کردن کردن انتخاب زنان باردار است که نام این جنبش جنبش حامی زندگی ایالات متحده آمریکا است. در این میان گروه بسیاری باور دارند که زندگی انسان پیش از تولد و در زمان لقاح آغاز می‌شود.